# Пыжавож
Пыжавож — река в России, протекает в Республике Коми по территории Печерского и Ижемского районов.

## География
Устье реки находится в 63 км по правому берегу реки Кыдрым. Длина реки составляет 34 км.

## Этимология гидронима
Гидроним происходит из языка коми, означает «судоходный для лодок приток», буквально «лодочный приток». Пыжа — «с лодкой», «лодочный» вож — «приток».

## Данные водного реестра
По данным государственного водного реестра России относится к Двинско-Печорскому бассейновому округу, водохозяйственный участок реки — Печора от водомерного поста у посёлка Шердино до впадения реки Уса, речной подбассейн реки — бассейны притоков Печоры до впадения Усы. Речной бассейн реки — Печора.
Код объекта в государственном водном реестре — 03050100212103000063825.